# Ла Вила (Ђенова)
Ла Вила је насеље у Италији у округу Ђенова, региону Лигурија.
Према процени из 2011. у насељу је живело 86 становника. Насеље се налази на надморској висини од 878 м.